# Stor diskröksvamp
Stor diskröksvamp (Disciseda bovista) är en svampart som tillhör divisionen basidiesvampar, och som först beskrevs av Johann Friedrich Klotzsch, och fick sitt nu gällande namn av Paul Christoph Hennings. Stor diskröksvamp ingår i släktet Disciseda, och familjen röksvampar. Enligt den svenska rödlistan är arten starkt hotad i Sverige. Arten förekommer i Götaland och Öland. Arten har tidigare förekommit i Svealand men är numera lokalt utdöd. Artens livsmiljö är jordbrukslandskap.